# English Premiership (rugby union)
De English Premiership, ook bekend als de Aviva Premiership doordat het gesponsord wordt door Aviva, is de Engelse hoogste competitie Rugby union net boven de RFU Championship. De competitie bestaat uit 12 teams die elk 2x tegen elkaar spelen (uit en thuis). Aan het einde van de competitie spelen de top 4 in een knock-outsysteem, waarbij de eerste 2 ploegen het thuisvoordeel krijgen. De finale wordt gespeeld in Twickenham Stadium. Harlequins is de regerend kampioen (2011-12).

## 2015–16 teams
| Team               | Stadion              | Capaciteit                           | Stad/Gebied                   |
| ------------------ | -------------------- | ------------------------------------ | ----------------------------- |
| Bath               | Recreation Ground    | 12.300                               | Bath, Somerset                |
| Exeter Chiefs      | Sandy Park           | 10.744                               | Exeter, Devon                 |
| Gloucester         | Kingsholm Stadium    | 16.500                               | Gloucester, Gloucestershire   |
| Harlequins         | Twickenham Stoop     | 14.816                               | Twickenham, Middlesex/Londen  |
| Leicester Tigers   | Welford Road         | 24.000                               | Leicester, Leicestershire     |
| London Irish       | Madejski Stadium     | 24.161                               | Reading, Berkshire            |
| Northampton Saints | Franklin's Gardens   | 13.600 (wordt uitgebreid tot 17.000) | Northampton, Northamptonshire |
| Sale Sharks        | Salford City Stadium | 12.000                               | Salford, Greater Manchester   |
| Saracens           | Allianz Park         | 10.000                               | Hendon, Middlesex/Londen      |
| Wasps              | Ricoh Arena          | 32.609                               | Coventry, West Midlands       |
| Worcester Warriors | Sixways Stadium      | 12.068                               | Worcester, Worcestershire     |

Noordelijk Halfrond:
Heineken Cup · Magners League · English Premiership (rugby union) ·  Top 14 (Frankrijk)

Zuidelijk Halfrond:
Super Rugby · Currie Cup (Zuid-Afrika) · ITM Cup (Nieuw-Zeeland)